# Psiloi

Die makedonische Angriffsformation mit den Psiloi an vorderster Front

Die Psiloi (altgriechisch ψιλοί psiloí, deutsch ‚leichtbewaffnete Soldaten (ohne Schild)‘, von ψιλός psīlós, deutsch ‚kahl, entblößt‘) waren sehr leicht bewaffnete Einheiten im griechischen Heerwesen.

## Beschreibung
Diese Einheit war der Bodensatz des griechischen Heeres. Es waren leicht bewaffnete Plänkler, die zwar sehr mobil waren, aber keinerlei Schutzwaffen trugen. Sie ähnelten den Peltasten, doch hatten sie keine Schilde. Es gab folgende Untergruppen der Psiloi:
- Akontistai (sg. ἀκοντιστής akontistḗs, deutsch ‚Soldat mit Wurfspeer‘, Speerwerfer)
- Euzonoi (von εὔζωνος eúzōnos, deutsch ‚wohlgegürtet, flink‘, leichte Speerträger)
- Grosfomachoi (sg. γροσφομάχος grosphomáchos, deutsch ‚leicht bewaffneter Soldat, der mit einer Lanze kämpft‘, Lanzenkämpfer; griechische Bezeichnung für Velites[1])
- Gymneten (von γυμνής, γυμνήτης gymnḗs, gymnḗtēs, deutsch ‚nackt, unbekleidet‘, leichtbewaffnete Fußsoldaten)
- Sfendonitai (sg. σφενδονήτης sphendonḗtēs, deutsch ‚Schleuderer‘) und Lithoboloi (λιθοβόλος lithobólos, deutsch ‚mit Steinen werfend‘, beides Steinschleuderer)
- Toxotai (sg. τοξότης toxótēs, deutsch ‚Bogenschütze‘, Bogenschützen)

Auf dem Schlachtfeld wurden sie als Stoßtruppen oder für Ablenkungsmanöver verwendet. Sie marschierten in keiner geschlossenen Formation.
Die Psiloi waren gegen schwerfällige Hopliten durchaus erfolgreich, wie z. B. in der Schlacht von Sphakteria, in der Psiloi und Peltasten gegen spartanische Hopliten siegten.

## Geschichte
Die Psiloi gab es in der kompletten griechischen Heeresgeschichte. Oft wurden in Notsituationen unerfahrene Kämpfer zu Psiloi gemacht, da für eine teurere Ausrüstung das Geld fehlte. Auch für Männer, die den Kriegsdienst leisten mussten, aber kein Geld für eine teure Ausrüstung hatten, waren die Psiloi die einzige militärische Möglichkeit. Manchmal waren es Zwangsrekrutierte, die diesen gefährlichen und ungeschützten Posten am Schlachtfeld einnehmen mussten.
Im Byzantinischen Reich wurden Psiloi ebenfalls eingesetzt. Dort war das aber eher ein Sammelbegriff für Plänkler allgemein. In Byzanz marschierten die Psiloi in geraden Linien und waren schon am Anfang der Schlacht hinter der schweren Infanterie geschützt, von wo aus sie dann ihre Geschosse zum Feind schleuderten.